# باتريك أونيل (عالم حاسوب)
باتريك أونيل (بالإنجليزية: Patrick O'Neil) هو عالم حاسوب أمريكي، ولد في 1950.